# Кубок исландской лиги
Кубок исландской лиги — ежегодный весенний футбольный турнир, который проводится в Исландии с 1996 года.

## Формат турнира
- 1996: В турнире принимают участие 34 клуба. На первом этапе участники разделены на шесть групп (пять групп по шесть команд и одна группа из четырёх команд). В  группе из шести команд участники проводят по одному матчу с каждым соперником. В группе из четырёх команд — по два матча с каждым соперником. Два лучших клуба из каждой группы (всего 12 клубов) выходят во второй этап, на котором по олимпийской системе в единственном матче определяются  шесть участников третьего этапа. На нём шесть клубов делятся на две группы по три команды, где вновь каждый клуб проводит одну игру с каждым соперником. Победители обеих групп выходят в финал турнира и разыгрывают трофей.
- 1997: Первый этап не подвергается изменениям. На втором этапе 12 команд делятся на четыре группы по три команды, проводится один матч с каждым оппонентом. Победители групп выходят в полуфинал. Полуфинал и финал проводятся по классическим правилам плей-офф.
- 1998: Первый этап остаётся без изменений. Первые две команды из каждой группы и четыре лучшие команды из числа занявших третье место (всего 16 клубов) выходят в 1/8 финала. Далее турнир разыгрывается по олимпийской системе.
- 1999—2000: В турнире принимают участие 36 клубов (шесть групп по шесть команд). В каждом секстете участники проводят по одному матчу с соперниками. Принцип попадания в 1/8 финала и схема дальнейшего розыгрыша остались такими же, как и в 1998-м году.
- 2001—2005, 2007: Число участников сокращено до 16. На первом этапе они делятся на две группы по восемь команд. В четвертьфинал выходят по четыре команды из группы, которые разыгрывают турнир по олимпийской системе.
- 2006: Число участников и формат группового этапа неизменны. Однако из группы выходят только две лучшие команды и попадают сразу в полуфинал.
- 2008—2009: Количество участников увеличено до 24. На первом этапе они разделены на четыре группы по шесть команд. По две команды из каждой группы выходят в четвертьфинал. Далее турнир разыгрывается по олимпийской системе.
- 2010, 2012—2016: Число участников не изменилось. На первом этапе двадцать четыре команды разделены на три группы по восемь команд. В четвертьфинал выходят первые две команды из группы и две лучшие команды из числа занявших третье место.
- 2011: Количество участников и групповой этап такие же, как и в 2010-м году. Победители групп и лучшая вторая команда выходят в полуфинал.
- 2016—2017: 24 клуба делятся на четыре группы по шесть команд. Две лучшие команды из каждого секстета выходят в четвертьфинал.
- 2018—н. в.: Количество участвующих команд и формат турнира остались без изменений. Однако из группы выходят только её победители и сразу попадают в полуфинал.

## Финалы
| Год  | Победитель    | Счёт                              | Финалист      |
| ---- | ------------- | --------------------------------- | ------------- |
| 1996 | Акранес       | 1:1, после д. в. 3:1              | Брейдаблик    |
| 1997 | Вестманнаэйяр | 2:2, после д. в. 3:2              | Валюр         |
| 1998 | Рейкьявик     | 1:1, после д. в. 2:2, по пен. 6:5 | Валюр         |
| 1999 | Акранес       | 1:0                               | Филькир       |
| 2000 | Гриндавик     | 4:0                               | Валюр         |
| 2001 | Рейкьявик     | 0:0, по пен. 5:3                  | Хабнарфьордюр |
| 2002 | Хабнарфьордюр | 2:2, по пен. 4:3                  | Филькир       |
| 2003 | Акранес       | 1:1, по пен. 4:2                  | Кеблавик      |
| 2004 | Хабнарфьордюр | 2:1                               | Рейкьявик     |
| 2005 | Рейкьявик     | 3:2                               | Троуттюр      |
| 2006 | Хабнарфьордюр | 3:2                               | Кеблавик      |
| 2007 | Хабнарфьордюр | 1:1, после д. в. 3:2              | Валюр         |
| 2008 | Валюр         | 4:1                               | Фрам          |
| 2009 | Хабнарфьордюр | 3:0                               | Брейдаблик    |
| 2010 | Рейкьявик     | 2:1                               | Брейдаблик    |
| 2011 | Валюр         | 1:1, после д. в. 3:1              | Филькир       |
| 2012 | Рейкьявик     | 1:0                               | Фрам          |
| 2013 | Брейдаблик    | 3:2                               | Валюр         |
| 2014 | Хабнарфьордюр | 4:1                               | Брейдаблик    |
| 2015 | Брейдаблик    | 1:0                               | Акюрейри      |
| 2016 | Рейкьявик     | 2:0                               | Викингюр      |
| 2017 | Рейкьявик     | 4:0                               | Гриндавик     |
| 2018 | Валюр         | 4:2                               | Гриндавик     |
| 2019 | Рейкьявик     | 2:1                               | Акранес       |
| 2022 | Хабнарфьордюр | 2:1                               | Викингюр      |
| 2023 | Валюр         | 1:1, по пен. 4:3                  | Акюрейри      |
| 2024 | Брейдаблик    | 4:1                               | Акранес       |
| 2025 | Валюр         | 3:2                               | Филькир       |

## Победители и финалисты
| Клуб          | Финалы | Победитель | Годы                                           | Финалист | Годы                         |
| ------------- | ------ | ---------- | ---------------------------------------------- | -------- | ---------------------------- |
| Акранес       | 5      | 3          | 1996, 1999, 2003                               | 2        | 2019, 2024                   |
| Акюрейри      | 2      |            |                                                | 2        | 2015, 2023                   |
| Брейдаблик    | 7      | 3          | 2013, 2015, 2024                               | 4        | 1996, 2009, 2010, 2014       |
| Валюр         | 10     | 5          | 2008, 2011, 2018, 2023, 2025                   | 5        | 1997, 1998, 2000, 2007, 2013 |
| Вестманнаэйяр | 1      | 1          | 1997                                           |          |                              |
| Викингюр      | 2      |            |                                                | 2        | 2016, 2022                   |
| Гриндавик     | 3      | 1          | 2000                                           | 2        | 2017, 2018                   |
| Кеблавик      | 2      |            |                                                | 2        | 2003, 2006                   |
| Рейкьявик     | 9      | 8          | 1998, 2001, 2005, 2010, 2012, 2016, 2017, 2019 | 1        | 2004                         |
| Троуттюр      | 1      |            |                                                | 1        | 2005                         |
| Филькир       | 4      |            |                                                | 4        | 1999, 2002, 2011, 2025       |
| Фрам          | 2      |            |                                                | 2        | 2008, 2012                   |
| Хабнарфьордюр | 8      | 7          | 2002, 2004, 2006, 2007, 2009, 2014, 2022       | 1        | 2001                         |